# Amir Karakulov
Amir Bulatovich Karakulov (Almaty, 11 settembre 1965) è un regista e sceneggiatore kazako.

## Biografía
Dopo aver studiato giornalismo all'Università del Kazakistan si diplomò presso l'Istituto del Cinema di Mosca (VGIK) nel 1984, e presso l'Istituto d'Arte e Teatro di Almaty nel 1990. 

## Filmografia
- Listja (La lista) (1990) (cortometraggio)
- L'intrusa (Razluchnitsa) (1991)
- Golubinyj Zvonar (Il campanaro di Zvonar) (1994)
- Posledniye Kanikuly (L'ultima vacanza) (1996)
- Jylama (Non piangere) (2003)